# Всеволожский, Григорий Иванович
Григорий Иванович Всеволожский  — голова и воевода во времена правления Ивана IV Васильевича Грозного.
Из дворянского рода Всеволожские. Сын воеводы и окольничего Ивана Ивановича Всеволожского.

## Биография
В сентябре 1551 года написан во вторую статью московских детей боярских. В 1558 году пятый голова войск правой руки в походе на Лифляндию. В 1559 году послан под Ригу и Ругодеев при пушках в Большом полку. В 1562-1563 годах сперва второй, а потом первый воевода в Опочке. В сентябре 1567 года первый воевода в Ругодееве.